# Junk Science
Junk Science es el álbum debut del dúo de música electrónica Deep Dish lanzado en 1998. Alcanzó la posición número 37 en las listas de éxitos del Reino Unido. Incluye el sencillo «The Future of the Future (Stay Gold)» con la colaboración del dúo británico Everything but the Girl, que obtuvo la primera ubicación en la lista de música dance de Billboard y el número 31 en la lista de sencillos del Reino Unido.

## Lista de canciones
Todas las canciones escritas y compuestas por Dubfire y Sharam con excepción de las señaladas.. 
| N.º | Título                                                               | Escritor(es)                 | Duración |  |
| 1.  | «Morning Wood»                                                       |                              | 2:19     |  |
| 2.  | «The Future of the Future» (Stay Gold) (con Everything but the Girl) | Dubfire Sharam Ben Watt      | 9:28     |  |
| 3.  | «Summer's Over»                                                      |                              | 7:13     |  |
| 4.  | «Mohammad Is Jesus...» (con Morel)                                   | Dubfire Richard Morel Sharam | 4:46     |  |
| 5.  | «Stranded» (con Morel)                                               | Dubfire Morel Sharam         | 7:09     |  |
| 6.  | «Junk Science»                                                       |                              | 3:55     |  |
| 7.  | «Sushi»                                                              |                              | 7:51     |  |
| 8.  | «My Only Sin» (con Morel)                                            | Dubfire Morel Sharam         | 4:04     |  |
| 9.  | «Monsoon»                                                            |                              | 6:50     |  |
| 10. | «Persepolis»                                                         |                              | 2:56     |  |
| 11. | «Revolving Door» (Love Songs)                                        |                              | 10:27    |  |
| 12. | «Mohammad Is Jesus» (In Dub)                                         |                              | 5:15     |  |
| 13. | «Wear the Hat»                                                       |                              | 5:29     |  |